# Thinophilus tinctus
Thinophilus tinctus är en tvåvingeart som beskrevs av Octave Parent 1929. Thinophilus tinctus ingår i släktet Thinophilus och familjen styltflugor. Inga underarter finns listade i Catalogue of Life.